# XHPOZ-FM
XHPOZ-FM là đài phát thanh trên tần số 96.3 FM tại Poza Rica, Veracruz. Nó thuộc sở hữu của Tổ chức Estuto de Estudios Superiores de Poza Rica và được gọi là La Estación.

## Lịch sử
Ứng dụng Corporación Enigma cho một đài phát thanh mới ở Poza Rica đã được nộp vào ngày 16 tháng 12 năm 2003. Nó đã mòn mỏi trong gần 15 năm, cho đến khi Viện Viễn thông Liên bang bác bỏ đơn xin giấy phép loại trừ lẫn nhau của Luis Arturo Rivera Garza, nộp vào năm 2013, và trao XHPOZ-FM cho Enigma. :30
XHPOZ bắt đầu thử nghiệm vào cuối tháng 5 năm 2019.